# サン・カルロ劇場
サン・カルロ劇場(イタリア語: Teatro di San Carlo) はイタリア・ナポリにある歌劇場で、劇場としてはヨーロッパで現役最古のものである。資金不足のため1874年-1875年のシーズンが中止された以外、定期公演が中止されたことがない点でも特筆される。

## 歴史・沿革

### 18世紀・劇場創建
サン・カルロ劇場は、ナポリに劇場があることを望んだブルボン朝ナポリ王国の初代王カルロ (1759年に退位し、ブルボン朝スペインの国王カルロス3世となる)によって建造された。開場は1737年11月4日（国王の聖名祝日）、演目はピエトロ・メタスタージオ台本、ドメニコ・サッロ音楽のオペラAchille in Sciroであった。タイトルロールのアキレウス役をアルト歌手のヴィットーリア・テージが歌った。この時サッロはオーケストラの指揮も行い、幕間にはグロッサテスタの2つのバレエも演じられた。この劇場はその建築、金装飾、および豪華壮麗な青色（ブルボン家の色であった）の布張装飾で有名となった。
当時、ナポリのオペラは全ヨーロッパでも著名なものであった。オペラ・ブッファの領域のみならず、オペラ・セリアにおいても、レーオ、ポルポラ、トラエッタ、ピッチンニ、ヴィンチ、アンフォッシ、ドゥランテ、ヨンメッリ、チマローザ、パイジエッロ、ジンガレッリなどが活躍していた。ナポリはヨーロッパにおける音楽上の首都と見做されており、他国の作曲家、例えばハッセ、ヨハン・クリスティアン・バッハ、グルックなどもサン・カルロ劇場をそのキャリアの頂点として考えていた。同様に、多くの著名な歌手もサン・カルロ劇場で演じた。"La Cochetta"という愛称で知られるルクレツィア・アングイアーリ、ナポリの音楽院出身のカストラートたち―カファレッリ（ガエターノ・マヨラーノ）、ファリネッリ（カルロ・ブロスキ）、ジジエッロ（ジョアッキーノ・コンティ）などである。

### 19世紀
1816年2月12日、サン・カルロ劇場は火事により焼失するが、両シチリア王フェルディナンド1世（ナポリ王としてはフェルディナンド4世、劇場創設者カルロス3世の子）の命により僅か10か月にして再建される。現在の建築はこの再建建築と基本的には同一であり、変化はヴェルディの提案したオーケストラ・ピットの設置（1872年）、電気照明の導入および中央シャンデリアの撤廃（1890年）、入口ロビー並びに楽屋棟の建築、に限られている。
1817年1月12日、再建された劇場はマイールの『パルテーノペの夢』Il sogno di Partenopeで再オープンする。スタンダールはこの公演の2夜目を聴いており「ヨーロッパのどこにも、この劇場に比べ得るどころか、この劇場の素晴らしさの足許に及ぶところも存在しない。ここは人の目を眩惑し、ここは人の魂を狂喜させる」と書き記している。
1815年から1822年まで、ロッシーニはこのサン・カルロ劇場を含めたナポリ王国全ての王立オペラ劇場の劇場付作曲家・兼音楽監督であり、9つのオペラがこの時期書かれた。『イングランドの女王エリザベッタ』(Elisabetta Regina d'Inghilterra, 1815)、『オテロ』(Otello, ossia il Moro di Venezia, 1816)、『アルミーダ』(Armida, 1817)、『エジプトのモーゼ』(Mosè in Egitto, 1818)、『湖上の美人』(La Donna del Lago, 1819)、『ゼルミーラ』(Zelmira, 1822)などである。 
この時期に定期的に出演していた著名な歌手は、マヌエル・ガルシア 、その娘マリア・マリブラン、ジュディッタ・パスタ、イサベラ・コルブラン、ジョヴァンニ・バティスタ・ルビーニ、ドメニコ・ドンツェッリなどである。またテノールの高音を競った有名なフランス人二人―アドルフ・ヌーリとジルベール・ルイ・デュプレ（「胸声のC」の創始者）も出演している。
『ゼルミーラ』の公演後、ロッシーニはコルブランと共にナポリからの逃避行に立つ。コルブランはその時までは、サン・カルロ劇場支配人バルバイヤの愛人だったのだ。怒ったバルバイヤは人気上昇中のイタリア人オペラ作曲家ガエターノ・ドニゼッティと契約を交わす。ロッシーニと同様にナポリ王国・王立オペラ劇場付作曲家・兼音楽監督となったドニゼッティはナポリに1822年から1838年まで滞在、この劇場のために16のオペラを書いた。『マリア・ストゥアルダ』(Maria Stuarda, 1834)、『ランメルモールのルチア』(Lucia di Lammermoor, 1835)、『ロベルト・デヴリュー』(Roberto Devereux, 1837)、『ポリウト』(Poliuto, 1838)などである。ただし『ポリウト』は検閲のためナポリでの上演は断念、パリで『殉教者』(Les Martyrs, 1840)としてフランス語で初演され、『ポリウト』としての初演はドニゼッティの没後1848年11月当劇場で行われた。
ジュゼッペ・ヴェルディもまたこの劇場と縁深い一人である。必ずしも彼の傑作とは言いがたいが、『アルツィラ』(Alzira, 1845)および『ルイザ・ミラー』(Luisa Miller, 1849)はサン・カルロ劇場のために書かれた作品である。『仮面舞踏会』(Un Ballo in Maschera)も本来はこの劇場のためのオペラだったが、スウェーデン国王が暗殺されるという筋書自体が王国であるナポリでは検閲で不許可とされ、舞台をアメリカ・ボストンに、初演地もローマに変更しての公演となった。

### 20世紀以降
20世紀に入って、サン・カルロは革新的な支配人アウグスト・ラグーナを迎える。彼は1920年からの10シーズンをすべてワーグナー作品で開幕するという、当時のイタリアでは異例のプログラムを組み、またリッカルド・ザンドナーイ作曲、ガブリエーレ・ダンヌンツィオ脚本のオペラ「フランチェスカ・ダ・リミニ」(Francesca da Rimini, 1921)などの新作オペラの初演にも熱心だった。
第二次世界大戦で大きな損害がなかったことも幸いして、サン・カルロ劇場は戦後いち早くイギリスへの引越公演（1946年）を行うなど、オペラ劇場としての機能を回復した。その革新的伝統は戦後も継続し、たとえばアルバン・ベルクの「ヴォツェック」のイタリア初演（1949年、カール・ベーム指揮）などが行われている。
2005年には日本への引越公演も行われた。